# پوتیموو
پوتیموو (به چکی: Putimov) یک منطقهٔ مسکونی در جمهوری چک است که در ناحیه پلهریموو واقع شده‌است. پوتیموو ۳٫۲۱ کیلومتر مربع مساحت و ۲۶۹ نفر جمعیت دارد و ۵۹۸ متر بالاتر از سطح دریا واقع شده‌است.